# Infest
Infest – drugi album studyjny amerykańskiego zespołu Papa Roach wydany 25 kwietnia 2000. 
Płyta dostała się na dwudzieste miejsce najlepiej sprzedających się albumów roku 2000. Według danych z kwietnia 2002 album sprzedał się w nakładzie 3,164,840 egzemplarzy na terenie Stanów Zjednoczonych.

## Lista utworów
1. „Infest” – 4:09
2. „Last Resort” – 3:19
3. „Broken Home” – 3:41
4. „Dead Cell” – 3:06
5. „Between Angels and Insects” – 3:54
6. „Blood Brothers” – 3:33
7. „Revenge” – 3:42
8. „Snakes” – 3:29
9. „Never Enough” – 3:35
10. „Binge” – 3:47
11. „Thrown Away” – 9:37
  - Zawiera Ukryty utwór „Tightrope”
  - Niektóre wersje zawierają Ukryty utwór „Legacy”

## Ścieżka dźwiękowa
- „Blood Brothers” – gry wideo „Tony Hawk’s Pro Skater 2”, „FlatOut 2” i film Tylko jeden.
- „Never Enough” – gra wideo „Gran Turismo 3.
- „Last Resort” – drugi odcinek serialu Tajemnice Smallville, jeden z odcinków Cold Case i film Tylko jeden.
- „Dead Cell” – filmy Sekta i Królowa potępionych.

## Pozycje na listach
| Lista | Kraj   | Pozycja |
| ----- | ------ | ------- |
| OLiS  | Polska | 42      |